# Macropus giganteus titan
Macropus giganteus titan — підвид родини Кенгурових. Раніше розглядався як окремий вимерлий вид, тобто Macropus titan, однак нині вважається не більше ніж підвидом Кенгуру гігантського. M. g. titan є прямим предком M. giganteus і був широко розповсюджений у плейстоценовий період на Австралійському континенті. Рештки були знайдені в штатах Новий Південний Уельс, Квінсленд, Вікторія, Західна Австралія. Розмірами помітно перевищує сучасні види.